# 뮌스터 반란
뮌스터 반란은 재세례파가 독일의 도시 뮌스터에서 신정정치를 세우려던 시도였다. 뮌스터는 1534년 2월부터 1535년 6월까지 18개월 동안 재침례파의 지배 아래 있었으며 재침례파의 본부 역할을 하였다. 그동안 베른하르트 크니페르돌링(Bernhard Knipperdolling)이 시장을 역임했다. 이 사건은 멜히오르 호프만의 종말론적 재침례관의 영향을 받은 것이다. 호프만은 스트라스부르크에서 1530년에 성인 침례를 개시하였다.